# Аттика (ном)
А́ттика (греч. Νομός Αττικής) — ном в Греции. Создан 3 (15) апреля 1833 года как Аттика и Беотия (Νομός Αττικής και Βοιωτίας) по административному делению 1833 года. В 1899 году (ΦΕΚ 136Α) ном Беотия был отделён и создан ном Аттика, в 1909 году (ΦΕΚ 282Α) номы Аттика и Беотия упразднены и вновь создан ном Аттика и Беотия, в 1943 году (ΦΕΚ 223Α) ном Беотия вновь был отделён и вновь создан ном Аттика. В 1964 году (ΦΕΚ 185Α) ном Аттика был разделён и создан ном Пирей. В 1972 году (ΦΕΚ 66Α) ном Пирей был упразднён и вошёл в состав нома Аттика. В 1986 году (ΦΕΚ 75Α) ном Аттика разделён на четыре номархии: Афины, Пирей, Западная Аттика (административный центр — Эгалео) и Восточная Аттика (административный центр — Айия-Параскеви). Была создана одноимённая периферия.
Помимо исторической области Аттика в ном входили Тризиния, острова Ангистрион, Идра, Спеце, Докос, Эгина, Китира и Андикитира. Административным центром были Афины. Площадь составляла 3808,101 квадратного километра. Ном граничил с номами Беотия, Эвбея и Коринфия. В 2001 году в ном входили 91 общин и 33 сообщества.  Население составляло 3 894 573 жителя по переписи 2001 года. Плотность 1023 человека на квадратный километр.
Ном Аттика включал следующие митрополии Элладской православной церкви: Афинская архиепископия, Ново-Смирнская митрополия, Пирейская митрополия, Никейская митрополия, Перистерионская митрополия, Ново-Ионийская и Филадельфийская митрополия, Аттикийская митрополия с кафедрой в Кифисье (с 2010 года разделена на две митрополии: Илиона, Ахарне и Петруполиса и Кифисьи, Амарусиона и Оропоса), Кесарианийская, Виронская и Имиттосская митрополия, Мегарская и Саламинская митрополия и Месогейская и Лавреотикийская митрополия.